# Provincia del Medio Campidano
La provincia del Medio Campidano (in sardo provìntzia de su Campidanu de Mesu) è una provincia italiana della Sardegna operativa dal 1° aprile 2025, avente origine per distacco dalla soppressa provincia del Sud Sardegna.
Istituita una prima volta nel 2001, fu attiva tra il 2005 e il 2016, la provincia conta ventotto comuni del Campidano centro-occidentale, passati provvisoriamente dal 2016 al 1° aprile 2025 all'ex provincia del Sud Sardegna.

## Geografia fisica
Affacciata a ovest sul mar di Sardegna, la provincia del Medio Campidano confina a nord con la provincia di Oristano, a est e sud con la città metropolitana di Cagliari, e a sud con la provincia del Sulcis Iglesiente.
Nella sua estensione originaria la provincia si estendeva per 1 516 km² (il 6,29% del territorio sardo).

## Storia
L'origine della provincia risale al Regio Editto del 4 maggio 1807, con il quale la Sardegna fu divisa in quindici prefetture, tra cui quella comprendente la regione storico-geografica del Medio Campidano, con sede a Villacidro. Nel 1821 Carlo Alberto riduce il numero delle province a dieci e aggrega la prefettura di Villacidro alla Provincia di Iglesias, soggetta al tribunale di prefettura di Cagliari e alla vice-intendenza di Cagliari. Anche dopo la riforma operata a seguito della "fusione perfetta" della Sardegna al Piemonte, con la legge n. 807 del 12 agosto 1848 il Medio Campidano rimane compreso nella Provincia d'Iglesias, nella "divisione" di Cagliari (unitamente alle province di Cagliari e Isili).
Con l'unità d'Italia e la legge Rattazzi n. 3702 del 23 ottobre 1859 la Sardegna fu suddivisa in sole due province, e il circondario di Iglesias (sede di sottoprefettura), di cui il Medio Campidano faceva parte, fu compreso nella Provincia di Cagliari. Nel 1927 sono stati soppressi i circondari.
Negli anni novanta, con l'accantonamento dell'istituzione dell'Area Metropolitana di Cagliari (che avrebbe comportato l'automatico distacco della restante parte della Provincia di Cagliari) e la riorganizzazione di alcuni enti regionali, vengono creati, con sede a Sanluri, dei servizi decentrati per la parte settentrionale della provincia (tra cui l'ASL), che si aggiungono a quelli esistenti nelle "aree-programma" storiche che già da diversi anni rivendicavano l'autonomia provinciale (Olbia-Tempio, l'Ogliastra e Carbonia-Iglesias). Si comincia così a delineare la prospettiva dell'istituzione di un ulteriore ambito di decentramento in questa regione, pur in assenza di un centro urbano di riferimento territoriale.
Nel 2001 la Regione Autonoma della Sardegna ha istituito la provincia del Medio Campidano, che è divenuta operativa nel maggio del 2005, separandosi da quella di Cagliari.
In seguito alla legge regionale n. 9 del 2001 e successive integrazioni fu effettuata una nuova ripartizione del territorio della Regione Autonoma della Sardegna, che portò il numero delle province da quattro a otto. Le modifiche hanno assunto piena operatività a partire dal maggio 2005, quando si sono svolte le elezioni per rinnovare tutti i consigli provinciali.
La Provincia del Medio Campidano fu costituita da 28 comuni, tutti provenienti dalla Provincia di Cagliari.
Il 18 gennaio 2006 il consiglio provinciale, con la maggioranza dei 2/3, ha formalmente deciso che la provincia sarebbe stata dotata di doppio capoluogo: Sanluri (già sede provvisoria) designata come sede della presidenza, della giunta e sede legale, mentre Villacidro (il comune più popoloso della provincia) ospitò il consiglio provinciale e le relative commissioni. Il Medio Campidano è stato la seconda nuova provincia sarda a formalizzare la scelta dei capoluoghi, dopo quella di Carbonia-Iglesias (la scelta era stata appunto demandata, con legge regionale, ai consigli provinciali).
Il Dipartimento Funzione Pubblica della Presidenza del Consiglio dei ministri e il Ministero dell'Economia, con circolare prot. 2006/189860, comunicarono di avere definito la sigla identificativa della provincia in VS (acronimo di Villacidro-Sanluri), modificando la sigla provvisoria (MD) originariamente assunta anche dalle Poste e dall'Agenzia delle Dogane.
In seguito ai referendum del 2012 e al progetto di abolizione o riforma delle province in Sardegna approvato dal Consiglio Regionale il 24 maggio 2012, aveva avvio l'iter di dismissione dell'ente, che con la legge regionale n. 15 del 28 giugno 2013 veniva commissariato a partire dal 1º luglio 2013. Con l'approvazione della legge regionale n. 2 del 4 febbraio 2016 veniva ufficialmente stabilita la fine dell'ente, concretizzatasi il 20 aprile successivo col passaggio del territorio amministrato dall'ente alla provincia del Sud Sardegna.
Una nuova riforma della suddivisione provinciale sarda del 2021 tuttavia ripristinava di fatto lo schema territoriale pre-2016, reistituendo tra le altre la provincia del Medio Campidano a partire dal 16 aprile 2021; questa, tuttavia, è rientrata in funzione soltanto il 1° aprile 2025.

## Amministrazione

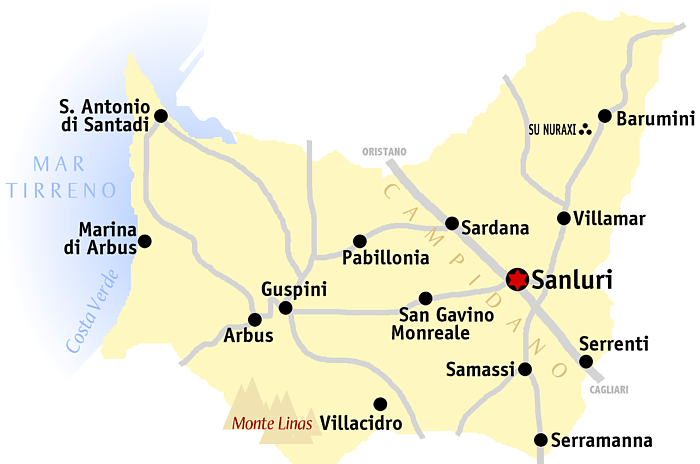
Il territorio della provincia tra il 2001 e il 2016

Negli undici anni in cui fu attiva la provincia è stata amministrata da un unico presidente eletto dalla popolazione locale (Fulvio Tocco, eletto per due mandati), prima dell'avvio della dismissione della provincia che fu retta negli ultimi anni da commissari di nomina regionale:
| Periodo          | Periodo          | Presidente     | Partito                 | Carica                     | Note |
| ---------------- | ---------------- | -------------- | ----------------------- | -------------------------- | ---- |
| 10 maggio 2005   | 1º giugno 2010   | Fulvio Tocco   | Democratici di Sinistra | Presidente della Provincia |      |
| 1º giugno 2010   | 2 luglio 2013    | Fulvio Tocco   | Partito Democratico     | Presidente della Provincia |      |
| 2 luglio 2013    | 31 dicembre 2014 | Pasquale Onida |                         | Commissario regionale      |      |
| 31 dicembre 2014 | 20 aprile 2016   | Tiziana Ledda  |                         | Commissario regionale      |      |

## Comuni
I comuni assegnati a questa provincia dalla legge regionale n° 9 del 12 luglio 2001 furono ventotto: Arbus, Barumini, Collinas, Furtei, Genuri, Gesturi, Gonnosfanadiga, Guspini, Las Plassas, Lunamatrona, Pabillonis, Pauli Arbarei, Samassi, San Gavino Monreale, Sanluri, Sardara, Segariu, Serramanna, Serrenti, Setzu, Siddi, Tuili, Turri, Ussaramanna, Villacidro, Villamar, Villanovaforru, Villanovafranca, tutti compresi in precedenza nella Provincia di Cagliari. Lo scorporo da quest'ultima è avvenuto con le elezioni del 2005, quando la nuova provincia è diventata operativa.
Con il ripristino della provincia nel 2021 furono inizialmente ricompresi nell'ente gli stessi comuni sopraccitati.